# Alf Johansson (nationalekonom)
Alf Hilding Johansson, född 21 februari 1901 i Helsingborg, död 18 februari 1981 i Stocksund, var en svensk nationalekonom, generaldirektör, professor och bostadspolitisk expert.

## Biografi
Alf Johansson tog civilekonomexamen vid Handelshögskolan i Stockholm 1922, blev fil. lic. vid Stockholms högskola 1927 och fil. dr och docent i nationalekonomi 1934. Därefter gjorde Johansson ämbetsmannakarriär och var sekreterare i den Bostadssociala utredningen. År 1948 utsågs han till generaldirektör för Bostadsstyrelsen. Åren 1960-67 uppehöll han en professur vid Stockholms högskola med särskild inriktning på bostadsmarknadsforskning. 
Alf Johansson hörde till initiativtagarna vid införandet av en social bostadspolitik i Sverige under 1930-talet och han blev en av Sveriges ledande bostadspolitiker. Han ingick i ett mycket stort antal utredningar som sekreterare, som ordförande och som expert. Johansson publicerade ett flertal skrifter i sociala och ekonomiska frågor, särskilt bostadsfrågor.
Han var sedan 1932 gift med Brita Åkerman.